# Pachycefalozaury (rodzina)
Pachycefalozaury (Pachycephalosauridae) – grupa dinozaurów z infrarzędu pachycefalozaury. Pachycefalozaury miały grube, kopulaste głowy.

## Klasyfikacje
- Rząd – Dinozaury ptasiomiedniczne
  - Podrząd – Cerapody
    - Infrarząd – Pachycefalozaury
      - Rodzina – Pachycefalozaury
        - Rodzaj – Stegoceras
        - Rodzaj – Pachycefalozaur
        - Rodzaj – Stygimoloch
        - Rodzaj – Mikrocefal
        - Rodzaj – Prenocefal

Pachycefalozaury pojawiły się na ziemi ok. 130 milionów lat temu i przetrwały do końca ery gadów. Ich rozmiary wahały się od niewielkich zwierząt (Wannanosaurus, 60 cm) po olbrzymie gady (Pachycephalosaurus, 4,5 m). Ich szczątki znaleziono w Ameryce Północnej, Azji i Europie, natomiast nie są znane z półkuli południowej.